# Anke Blöchl

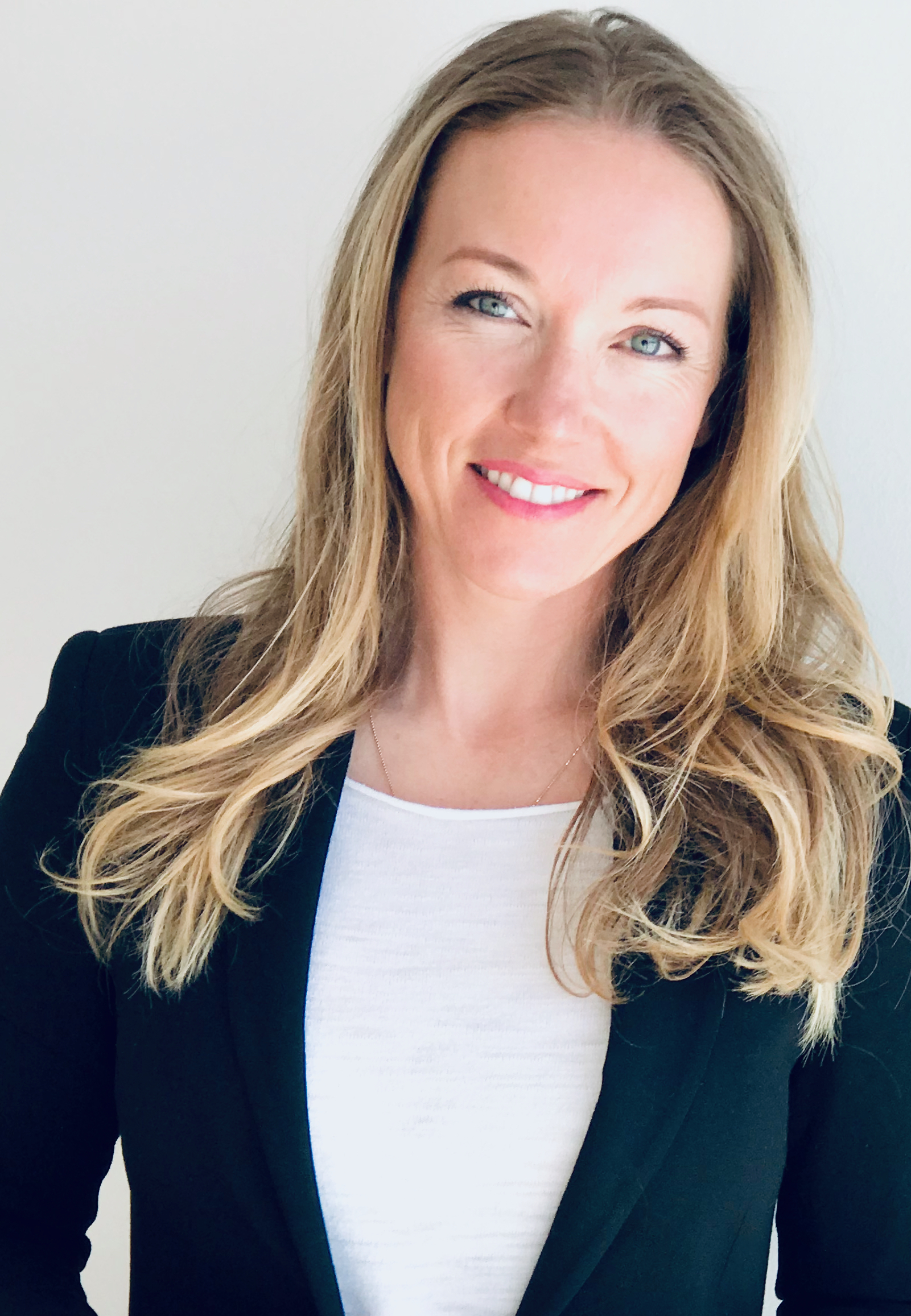
Anke Blöchl, 2019

Anke Blöchl (* 2. September 1980 in Erfurt als Anke Hartmann) ist Diplom-Sportwissenschaftlerin, Ernährungsberaterin, zertifizierte Rückenschulleiterin und war Mitglied der deutschen Nationalmannschaften im Eisschnelllauf und Shorttrack.
Sie galt als Sprinterin und gehörte in beiden Sportarten zur Nationalmannschaft der Deutschen Eisschnelllauf-Gemeinschaft (DESG). Ihre größten Erfolge waren Top-Ten-Platzierungen im Weltcup. Sie wurde Vizeweltmeisterin der Junioren im Team, zweifache Deutsche Meisterin der Junioren und gewann die Bronzemedaille bei den Deutschen Meisterschaften im Sprint-Mehrkampf. Ihre jüngere Schwester Heike Hartmann ist ebenfalls Eisschnellläuferin und noch aktiv.

## Sportliche Laufbahn
Blöchl begann bereits im Alter von fünf Jahren Eis zu laufen. Nach ersten Erfolgen in regionalen Kinderrennen im Eiskunstlauf wurde sie in die Kinder- und Jugendsportschule der DDR aufgenommen. Hier nahm Blöchl an nationalen und internationalen Wettkämpfen teil, bis sie als 13-Jährige zum Eisschnelllauf wechselte. In der ersten Saison auf langen Kufen wurde Blöchl Dritte der Deutschen Junioren-Meisterschaft über 1500 m und wurde in der Folgesaison in den C/D-Kader des Verbandes aufgenommen. Bei der Juniorenweltmeisterschaft 2000 in Seinäjoki wurde Blöchl Vizeweltmeisterin im Team. Im gleichen Jahr wurde sie zweifache Deutsche Juniorenmeisterin über 1500 m und 3000 m. In der Saison 2001/2002 feierte sie ihr Weltcup-Debüt. Bei der Deutschen Meisterschaft gewann Blöchl die Bronzemedaille über 1000 m und im Sprint-Mehrkampf. Der Winter 2005/2006 war Blöchls bis dahin erfolgreichste Saison. Ihr gelang eine Top-Ten-Platzierung über 1000 m beim Weltcup in Collalbo. Im Frühjahr 2007 wechselte sie vom Eisschnelllauf zum Shorttrack und startete für den Slic München beim Weltcup in Dresden. Im Jahr 2010 beendete sie ihre sportliche Karriere und schloss im selben Jahr ihr Studium als diplomierte Sportwissenschaftlerin ab. Sie arbeitete anschließend als Sportliche Leiterin und Ernährungsberaterin im Dr. Core Sportclub München, ist Sportmodel und Fitness-Expertin.

## Tätigkeit als Unternehmerin
Zusammen mit ihrem Mann Gerhard Blöchl betreibt sie das Online-Abnhemprogramm Women's Dream Body, eine Gewichtsreduktionsmethode speziell für Frauen.
Anke Blöchl ist Immoblienentwicklerin für Familien-Architekturhäuser mit der Firma  German Design Property GmbH.
Ende 2011 gründete sie mit ihrem Mann Gerhard Blöchl, Armin Blöchl, Fredrik Harkort sowie Steffen Matz das Münchner Startup Social Media Interactive (Marke BodyChange), das 2016 an Ströer Media verkauft wurde. Das Angebot besteht aus Abnehmkonzepten, Sportvideos sowie einem Onlineshop mit Kochbüchern und Trainingsgeräten.

## Familie
Am 30. Juli 2011 heiratete sie ihren langjährigen Lebensgefährten, den Olympiateilnehmer und mehrfachen Deutschen Meister im Ski-Freestyle Gerhard Blöchl.